# Sveriges landslag i bridge
Sveriges landslag i bridge representerar Sverige i kortspelet bridge. Det består av fyra olika lag/klasser: Junior, Dam, Öppen klass och Veteran, med diverse olika subkategorier. År 2012 vann landslaget öppen klass OS/WMSG Guld.

## Juniorlandslaget
U-26 Truppen  Karl Asplund (Kapten) Johnny Östberg (U26 Ansvarig)
- Harry Hjort Warlenius
- Ivar Lichtenstein
- Erik Hansson
- Castor Mann
- Sanna Clementsson
- Alexander Sandin
- (Markus Beartheau)
- (Erik Wiberg)
- Tobias Bern

U-21 Truppen  Mikael Grönkvist (U21 Ansvarig
- Andrea Nilsson
- Maya Lo Björk Heed
- Andreas Abragi
- Klara Gustafsson
- Filip Sivelind Asplund
- Matteo Nordqvist
- Ivar Lichtenstein
- Harry Hjort Warlenius
- Leah Eriksson

## Landslag Öppen klass
EM
- PG Eliasson (kapten)
- Jan Lagerman (coach)

- Johan Sylvan
- Frederic Wrang
- Peter Fredin
- Johan Upmark
- Fredrik Nyström

WMSG
- Mats Axdorph (kapten)
- Jan Lagerman (coach)

- Peter Berthau
- Per-Ola Cullin
- Fredrik Nyström
- Johan Upmark
- Krister Ahlesved
- Jonas Petersson

## Damlandslaget
EM
- Patrik Johansson (kapten)
- Carina Westlin (coach)

- Pia andersson
- Marie Johansson
- Jessica Larsson
- Sandra Rimstedt
- Emma Sjöberg

WMSG
- Lena Kärrstrand Nilsland (kapten)
- Fredrik Alfredsson (coach)

- Catharina Forsberg
- Maria Grönkvist
- Sandra Rimstedt
- Emma Sjöberg
- Ida Grönkvist
- Cecilia Rimstedt

## Veteranlandslaget
EM
- Tommy Gullberg (kapten)
- Madeleine Swanström (coach)

- Anders Morath
- Sven-Åke Bjerregård
- Peter Billgren
- Björn Sanzén
- Lars Ingvar Hydén
- Göran Levan

WMSG
- Peter Backlund (kapten)
- Carina Westlin (coach)

- Olle Axne
- Anders Morath
- Sven-Åke Bjerregård
- Mats Nilsland
- Leif Trapp
- Börje Dahlberg